# Metropolia Malanje
Metropolia Malanje – jedna z 5 metropolii kościoła rzymskokatolickiego w Angoli. Została ustanowiona 12 kwietnia 2011.

## Diecezje
- Archidiecezja Malanje
  - Diecezja Ndalatando
  - Diecezja Uije

## Metropolici
- abp Luis María Pérez de Onraita Aguirre (2011-2012)
- abp Benedito Roberto (2012-2020)
- Luzizila Kiala (od 2021)